# خورشیدگرفتگی ۳۰ آوریل ۲۰۶۰
خورشیدگرفتگی ۳۰ آوریل ۲۰۶۰ (به انگلیسی: Solar eclipse of April 30, 2060) یک خورشیدگرفتگی از نوع خورشیدگرفتگی کامل است. این خورشیدگرفتگی در تاریخ ۳۰ آوریل ۲۰۶۰ میلادی (‎۱۱ اردیبهشت ۱۴۳۹ خورشیدی) روی خواهد داد که زمان اوج آن، ساعت ۱۰:۱۰:۰۰ به‌وقت ساعت هماهنگ جهانی است. مدت زمان و طول این خورشیدگرفتگی ۵ دقیقه و ۱۵ ثانیه خواهد بود.